# 高岡市立古府小学校
高岡市立古府小学校（たかおかしりつ こふしょうがっこう）は富山県高岡市にある公立小学校。

## 沿革
- 1932年 - 高岡市立伏木小学校から分立して創立。同年4月4日より学習開始[2][3]。
- 1978年2月1日 - 鉄筋3階建て延床面積4,051m2の新校舎が完成し、入校式を挙行[4]。